# Frankopan (Adelsgeschlecht)
| Frankopan           | Frankopan                                       |
| ------------------- | ----------------------------------------------- |
|                     |                                                 |
| Staat               | Königreich Kroatien in Personalunion mit Ungarn |
| Stammhaus           | Krčki                                           |
| Gründung            | 12. Jahrhundert                                 |
| Ethnizität          | kroatisch                                       |
| Gründer             | Dujam I. Krčki                                  |
| Aktuelles Oberhaupt | ausgestorben                                    |
|                     |                                                 |

Frankopan (kroatisch Frankapani oder Frankopani) ist der Name eines alten kroatischen Fürstengeschlechts.

## Geschichte
Die Abstammung von der fürstlichen italienischen Familie Frangipani, die auch als Frankapan, Frangipan, Frangepan und in Ungarisch Frangepán bekannt ist, wurde nie belegt und ist als Abstammungssage zu betrachten (analog Urvater Čech u. a.). Die Frankopanen treten bereits im 12. Jahrhundert unter dem Namen der Herren von Krk/Veglia (kroatisch Knezovi Krčki), später Frankopani, urkundlich auf der kroatischen Insel Krk auf.
Im Jahr 1193 überließ der ungarisch-kroatische König Bela II. dem 3. Sohn von Dujam I., dem Bartol II., Fürsten von Krk, die Stadt samt der Burg Modruš, später Burg Tržan genannt, und dem dazugehörenden Land, wodurch die Macht und der Reichtum seines Geschlechts begründet wurden. Die Besitze der Adelsfamilie waren später sowohl aus dem Osten von den Osmanen als auch aus dem Süden von den Venezianern bedroht. Die Macht dieser Adelsfamilie wuchs jedoch bis zum siebzehnten Jahrhundert.
Nikola Šubić Zrinski, der Schwiegersohn von Christoph Frankopan, gelangte als Held von Siget zu großer Berühmtheit. Nach der Zrinski-Frankopan-Verschwörung, als sich Fran Krsto Frankopan gegen den Habsburger Kaiser Leopold erhob, wurde er 1671 in Wiener Neustadt hingerichtet. Die Frankopan starben damit in männlicher Linie aus.

## Wappen

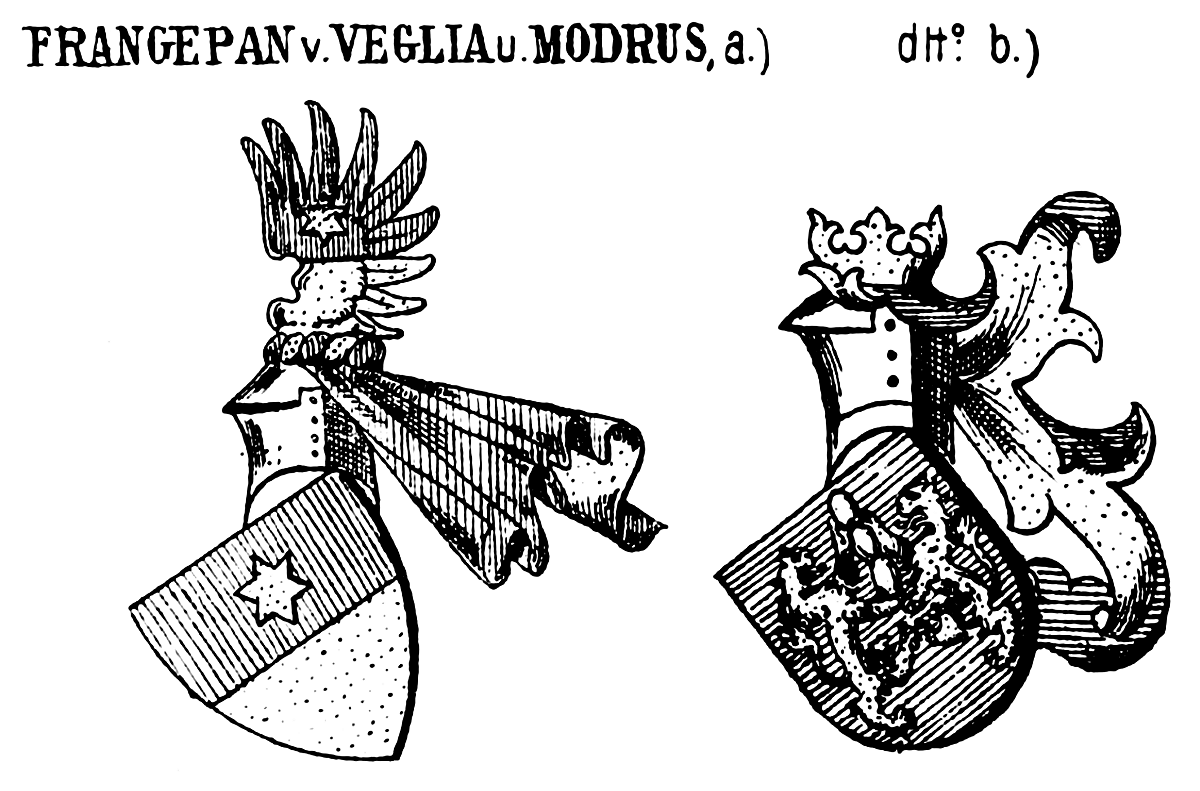
Stammwappen (bis 1430) und das seit dem 15. Jahrhundert geführte Wappen derer von Frangepan

- Das Stammwappen (Siegel von 1356) zeigt in von Rot und Gold geteiltem Schild oben einen sechsstrahligen goldenen Stern. Auf dem Helm mit rot-goldenen Decken ein wie der Schild bezeichneter geschlossener Flug.
- Das seit Beginn des 15. Jahrhunderts geführte Wappen, eine in der Tingierung abgewandelte Version des Wappens der römischen Familie Frangipani, zeigt in Blau zwei gegeneinander gekehrte goldene Löwen, mit den Vorderpranken drei Brotlaibe emporhaltend. Auf dem Helm mit blau-goldenen Decken meist im Wechsel rote und goldene Straußenfedern.

## Bekannte Angehörige der Familie

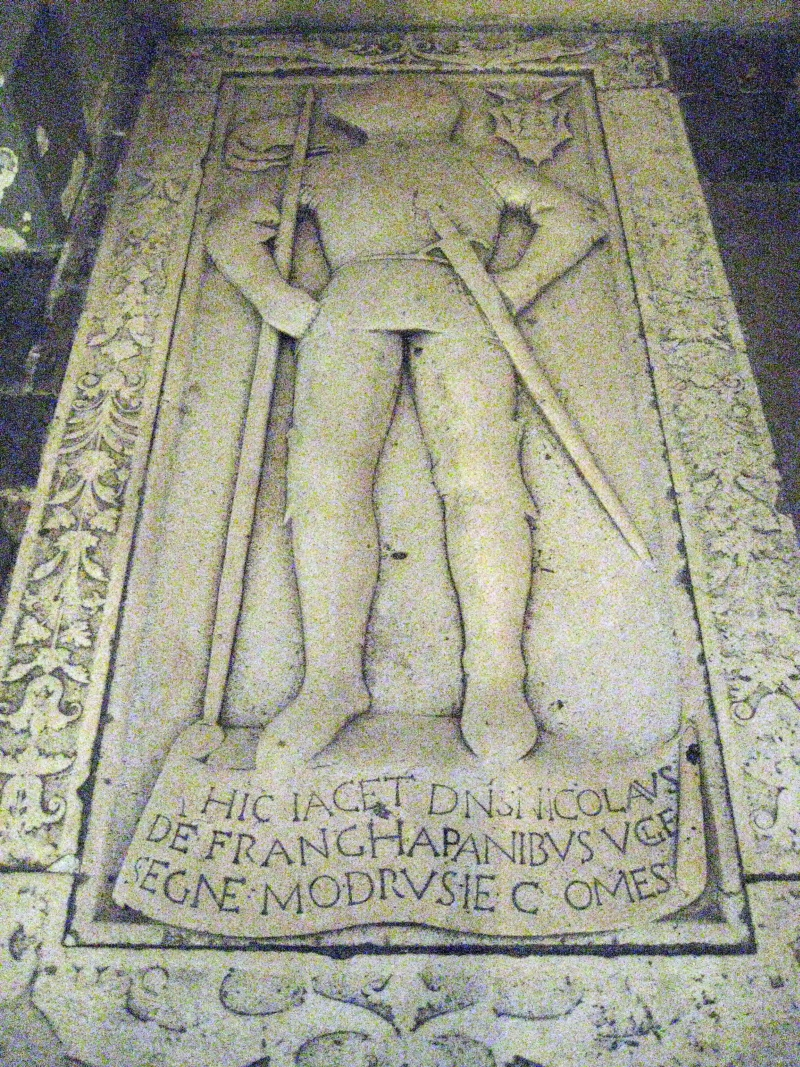
Grab von Nikolaus VI. Frankopan (~1458–1523). Die lateinische Inschrift lautet: „Hier ruht Nikolaus Franchapanibus, Graf von Krk-Senj-Modrusch“

- Johann (kroatisch Ivan, ungarisch János) († 1393), Ban von Kroatien
- Nikolaus sen. (kroatisch Nikola, ungarisch Miklós) († 1432), Sohn von Johann Frankopan, Ban von Kroatien
- Nikolaus jun. (kroatisch Nikola, ungarisch Miklós) († 1458), Sohn von Nikolaus Frankopan, Ban von Kroatien  ⚭ Barbara († 1430), Tochter Reinprecht II. von Walsee, Hauptmann von Oberösterreich und Katharina von Duino († 1435)
- Bernardin Frankopan (1453–1529), Sohn von Stjepan II. Frankopan von Modruš († 1481) und dessen Ehefrau Ižota (Isotta) geb. d’Este
- Beatrice de Frangepan (* 1480; † ca. 27. März 1510), Tochter Bernardins, durch Heirat Markgräfin von Brandenburg-Ansbach
- Stephan (kroatisch Stjepan, ungarisch István) († 1481), Sohn von Nikolaus Frankopan, Ban von Kroatien
- Christoph (kroatisch Kristof, ungarisch Kristóf) († 1527), Enkel von Stephan Frankopan, 1527 Ban von Kroatien
- Katherina (kroatisch Katarina, ungarisch Katalin), Tochter von Christoph Frankopan. 1543 mit Ban Nikola Šubić Zrinski verheiratet
- Franz (1567–1573), Ban von Kroatien
- Nikolaus Frankopan  († 1647), kroatischer Graf und Ban von Kroatien
- Vuk Krsto Frankopan (1578–1652), Führer der Stadt Ogulin und General
- Nikolaus von Tržac (Tersacz/Tersatz) († 1647), Ban von Kroatien 1617–1622
- Ana Katarina Frankopan-Zrinski (1625–1673), Gattin von Petar Zrinski, Schwester von Fran Krsto Frankopan, kroatische Mäzenin und Literatin, beteiligt am Magnatenaufstand
- Fran Krsto Frankopan (deutsch Franz Christoph) (1671 enthauptet), führender Beteiligter der Zrinski-Frankopan-Verschwörung, letzter Angehöriger der kroatisch-ungarischen Familie

## Galerie

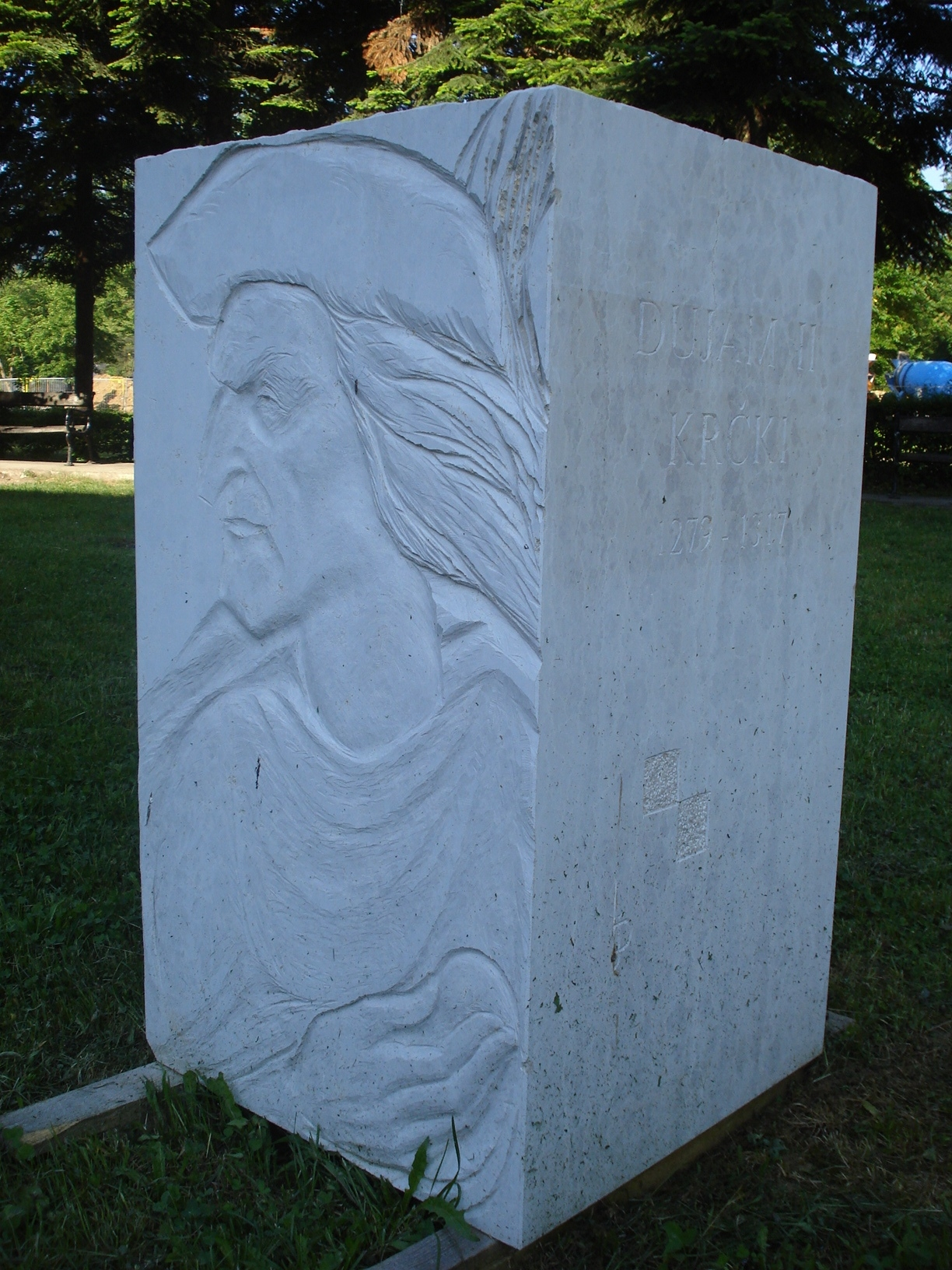
Dujam II. Krčki (1279–1317), Fürst von Krk
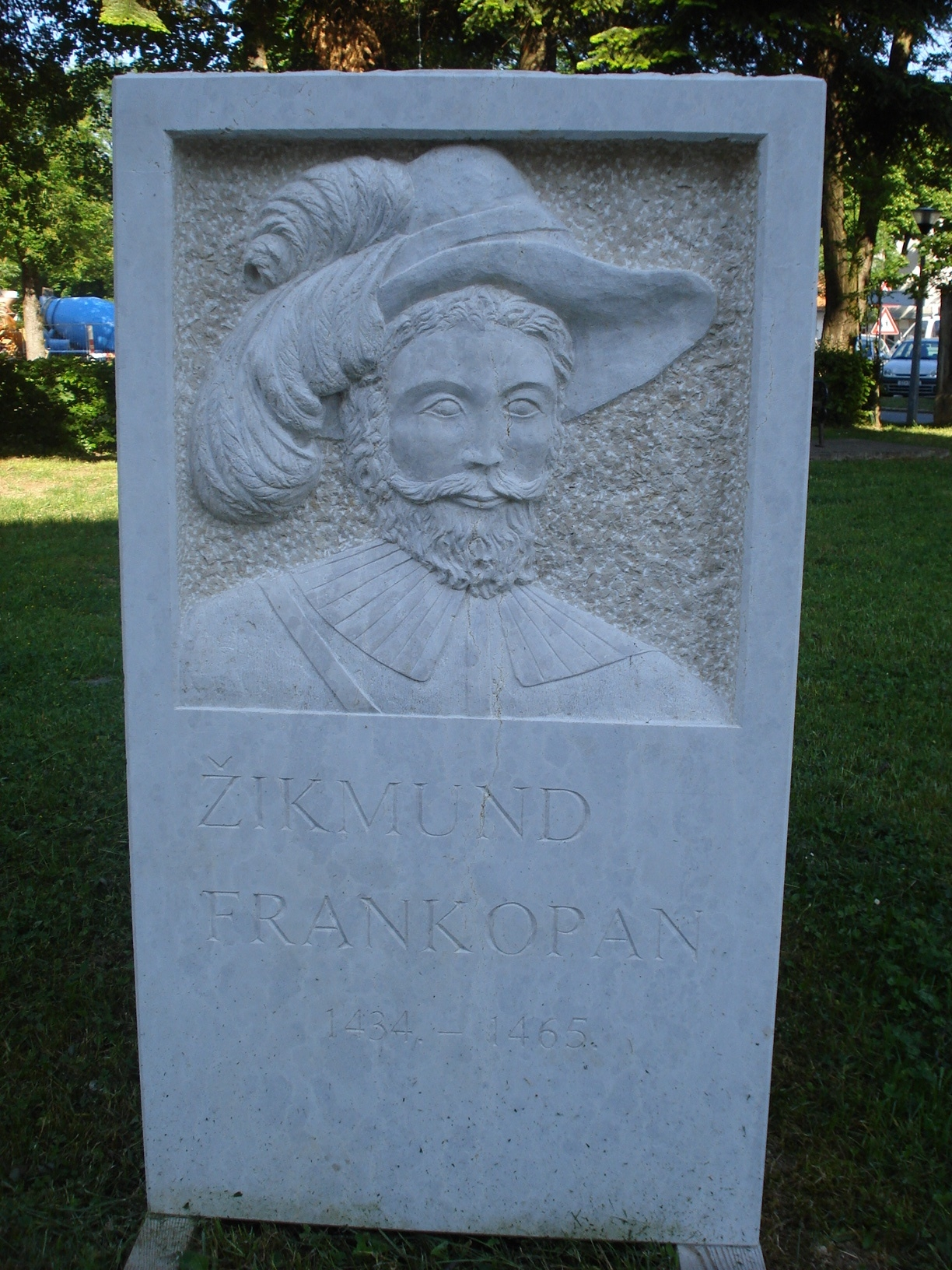
Žikmund (Sigismund) Frankopan († 1486?), Sohn des Nikolaus Frankopan sen.
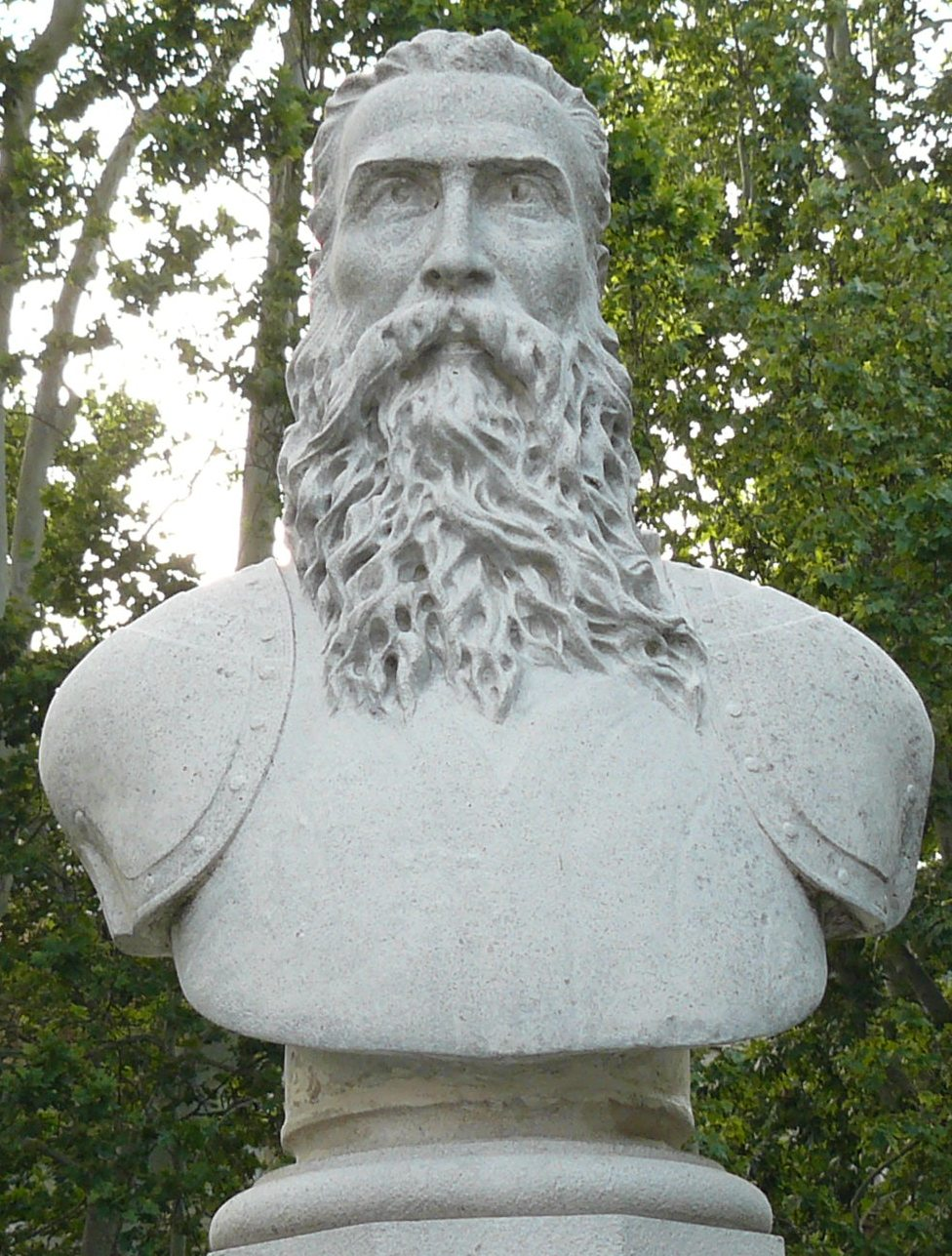
Christoph Frankopan (1482–1527)
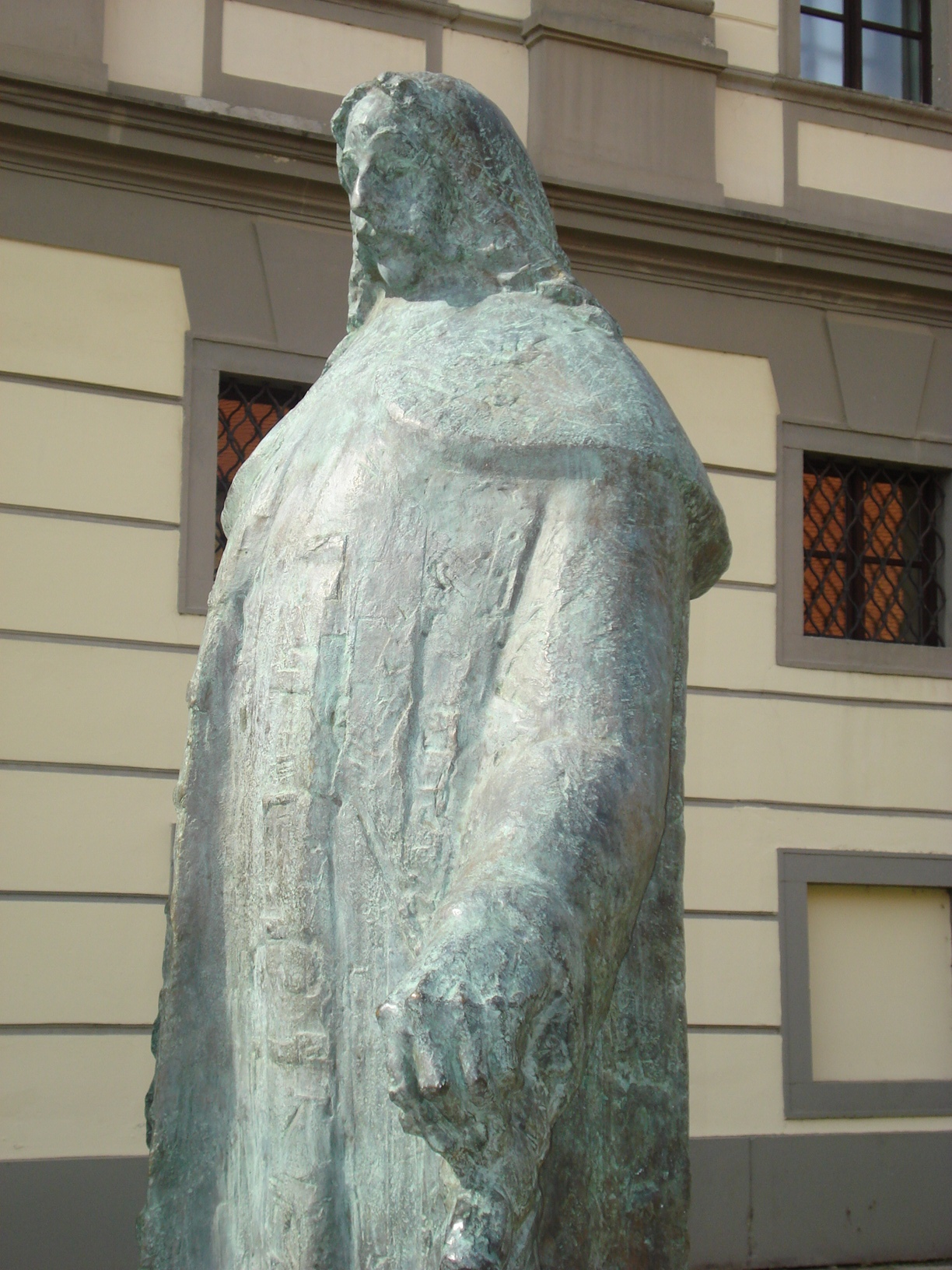
Fran Krsto Frankopan (1643–1671)
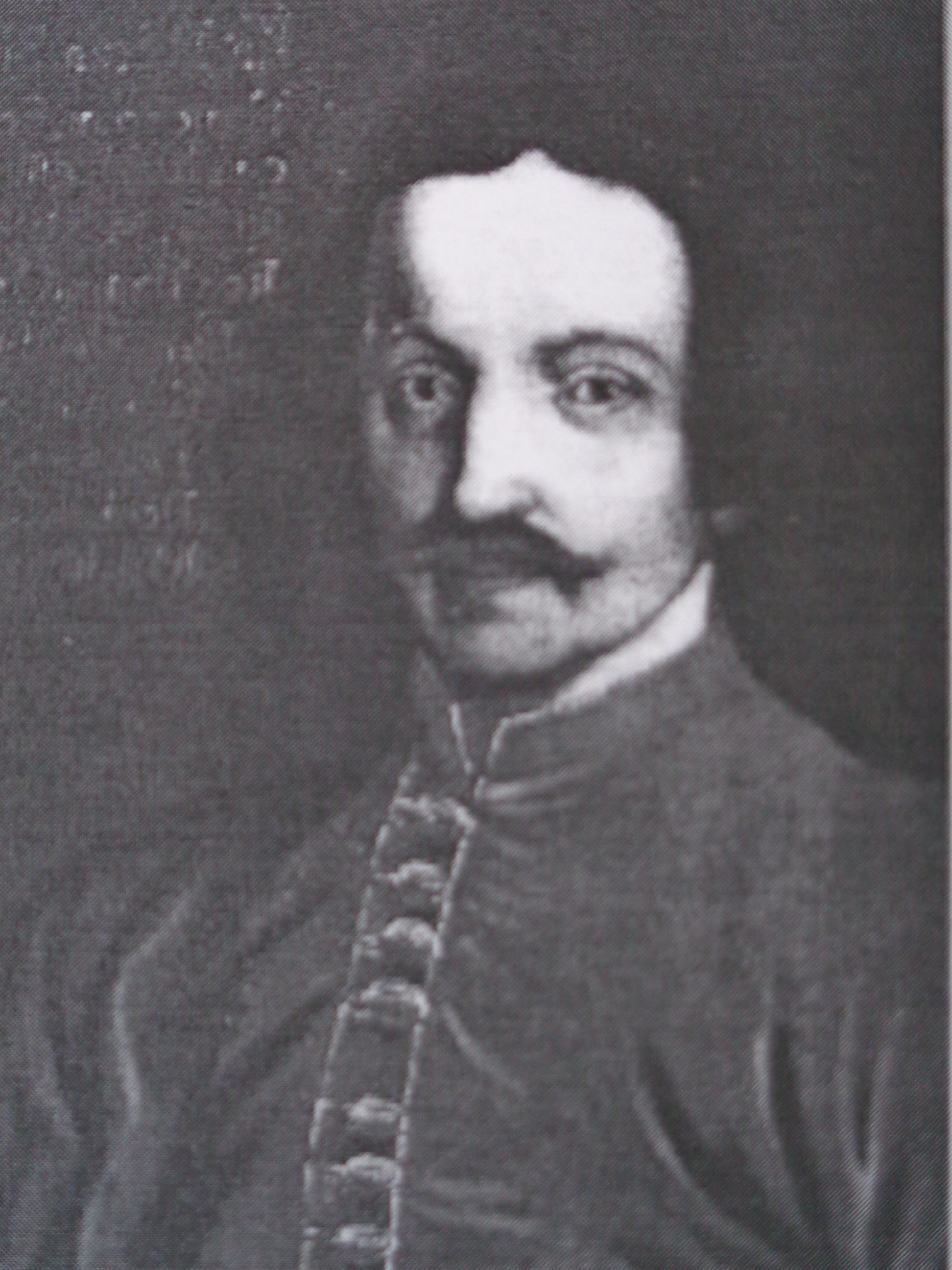
Juraj (Georg) III. Frankopan († 1553), Besitzer der Burg Cetin

## Besitze
Viele Schlösser des Hauses Frankopan sind in Kroatien erhalten, die meisten in der Region Gorski kotar und auf der Insel Krk. Einige davon sind:

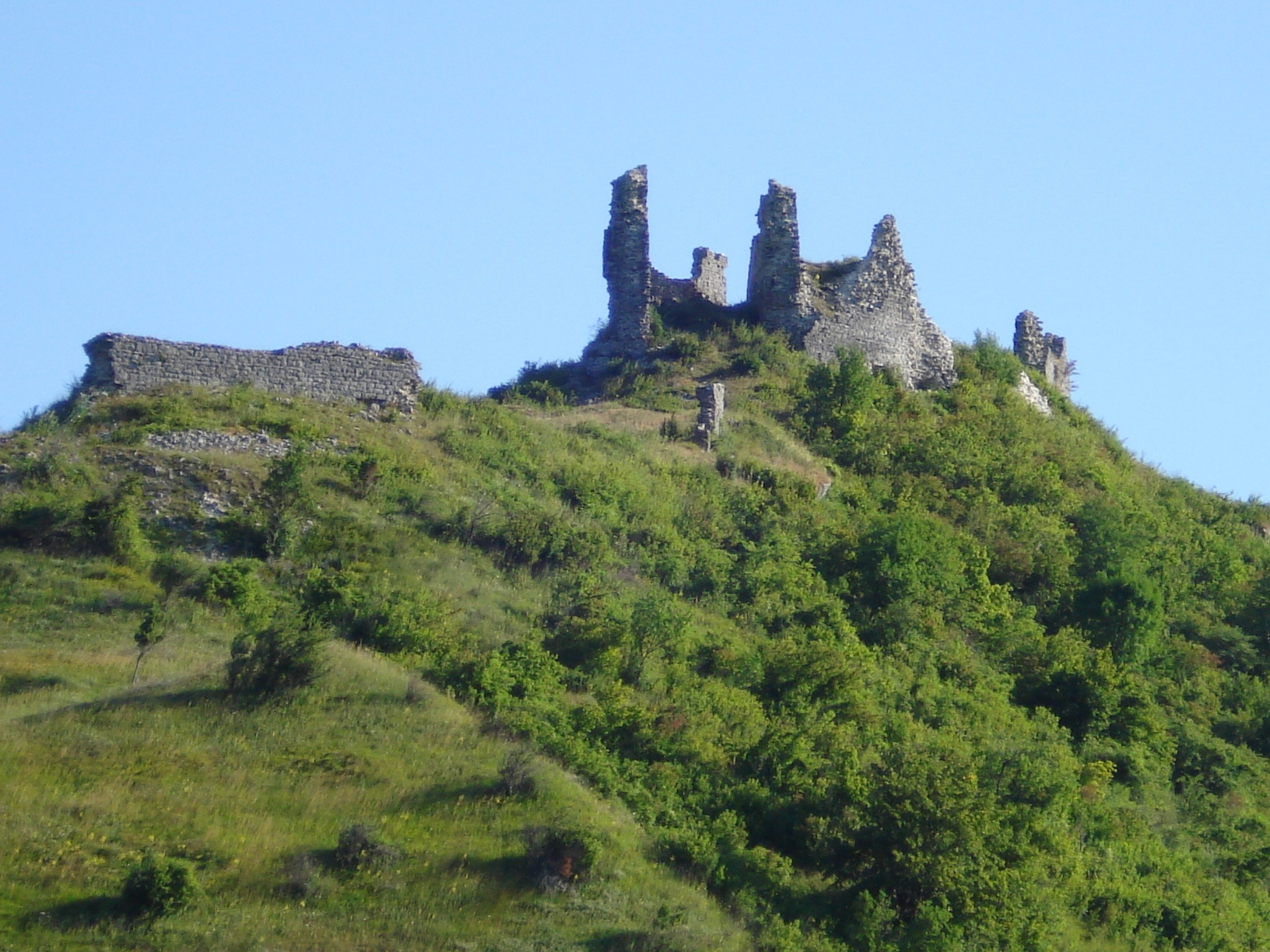
Burg Tržan in Modruš
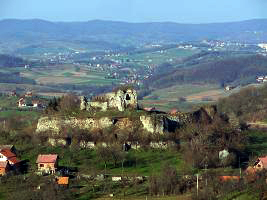
Burg Cetin
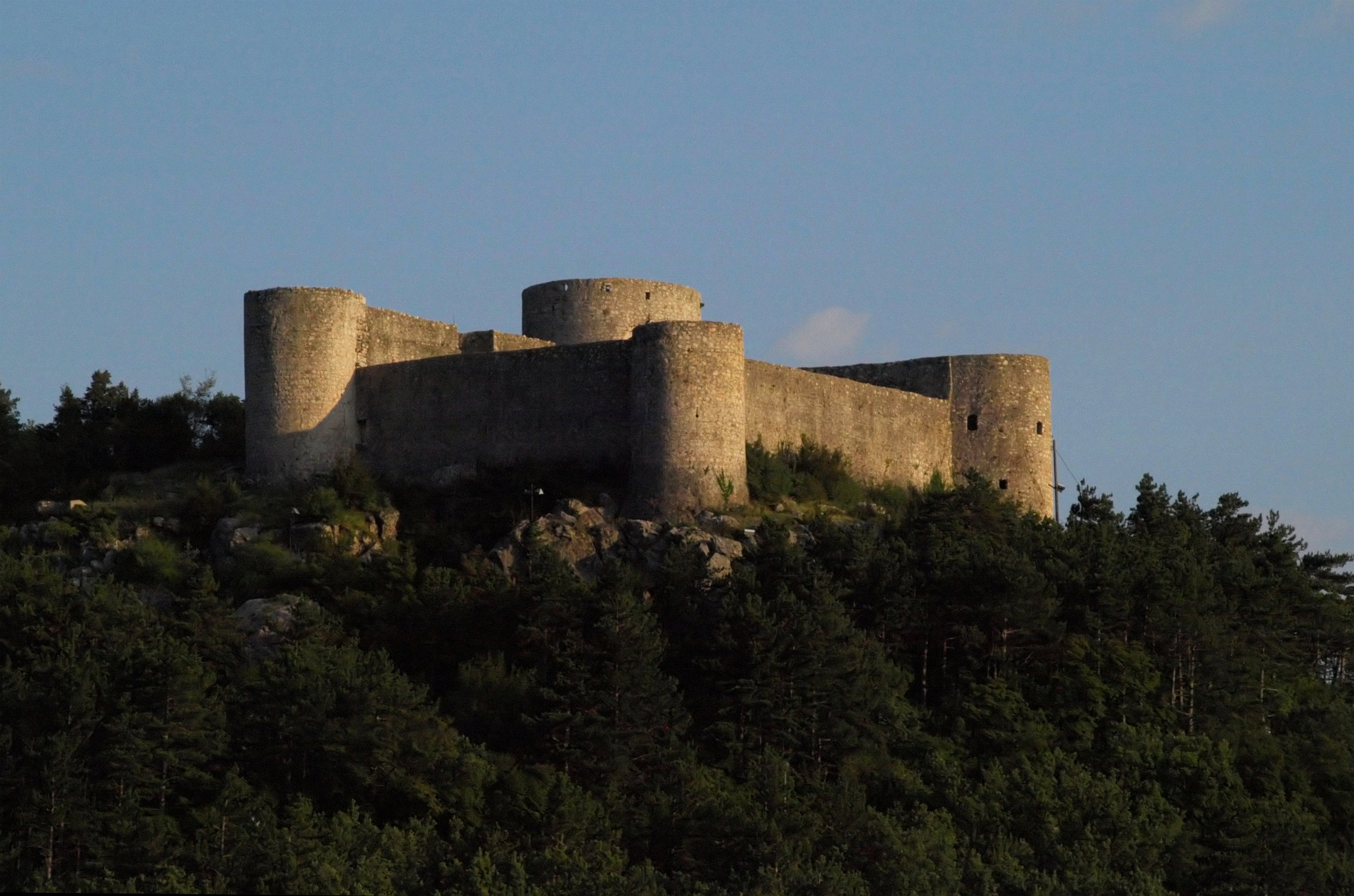
Burg Drivenik, Novi Vinodolski
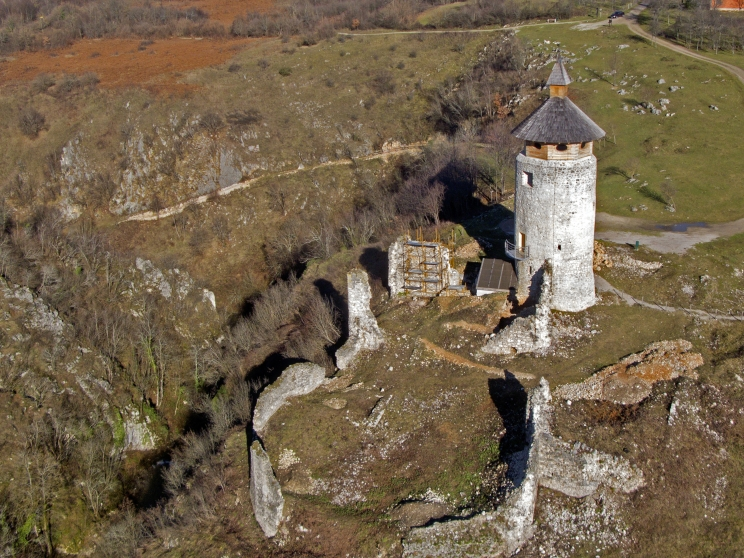
Burg Drežnik
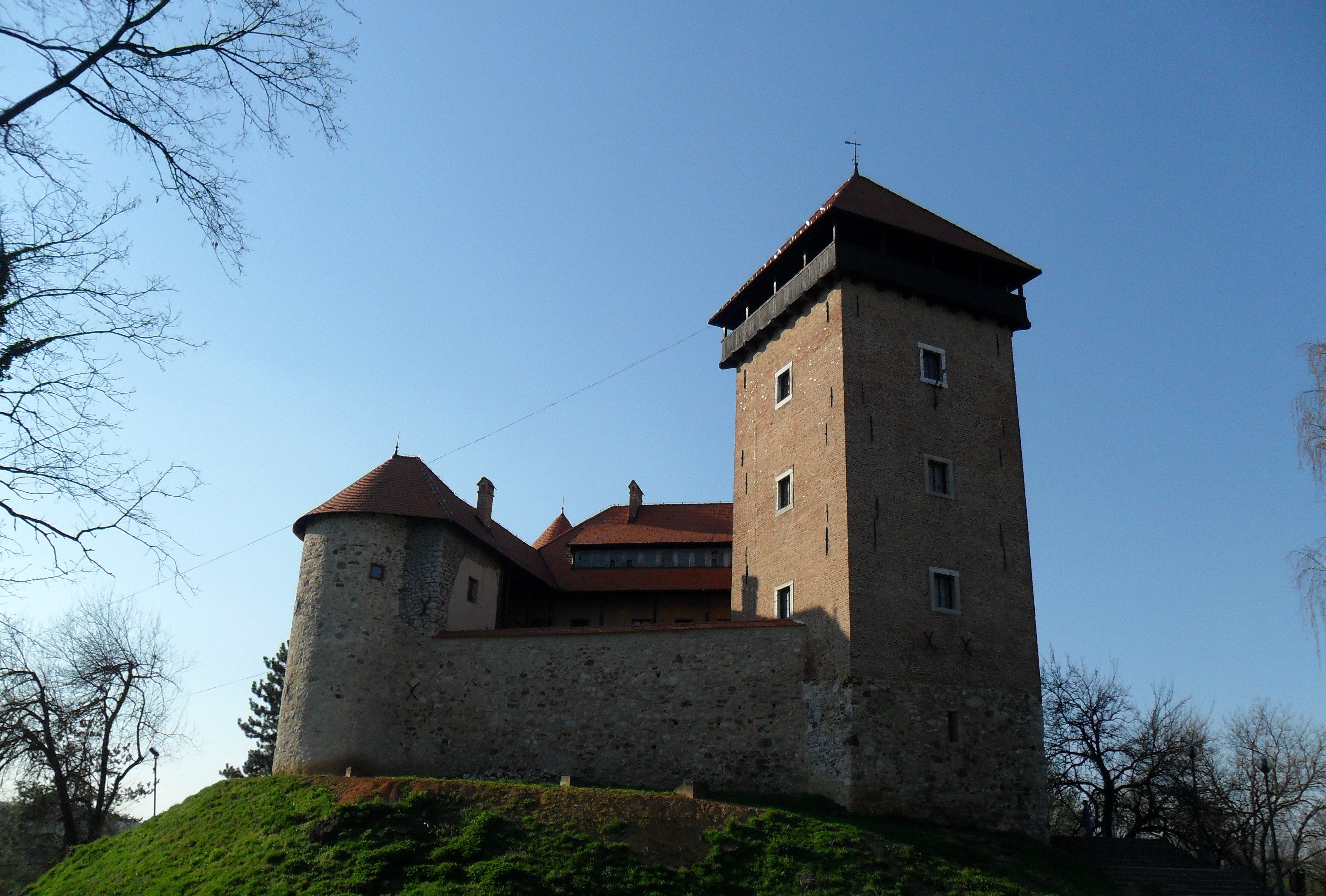
Burg Dubovac, Karlovac
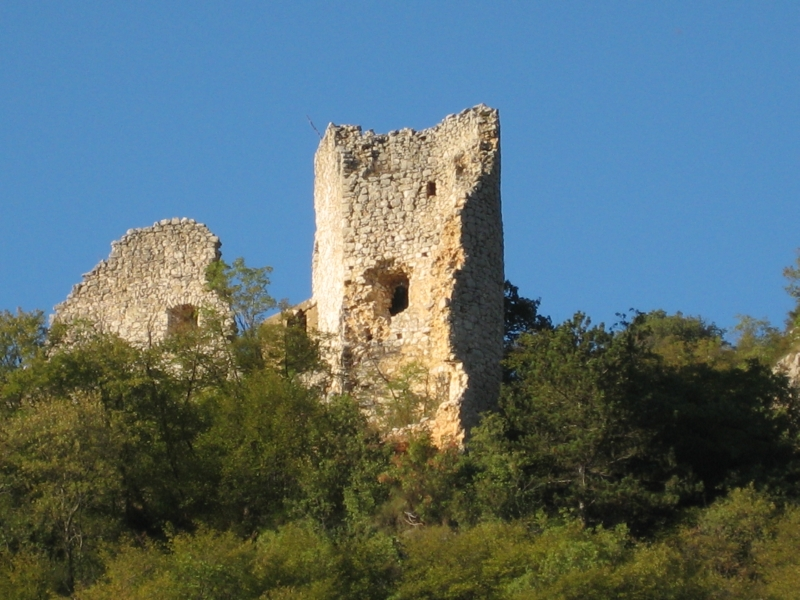
Burg Grižane
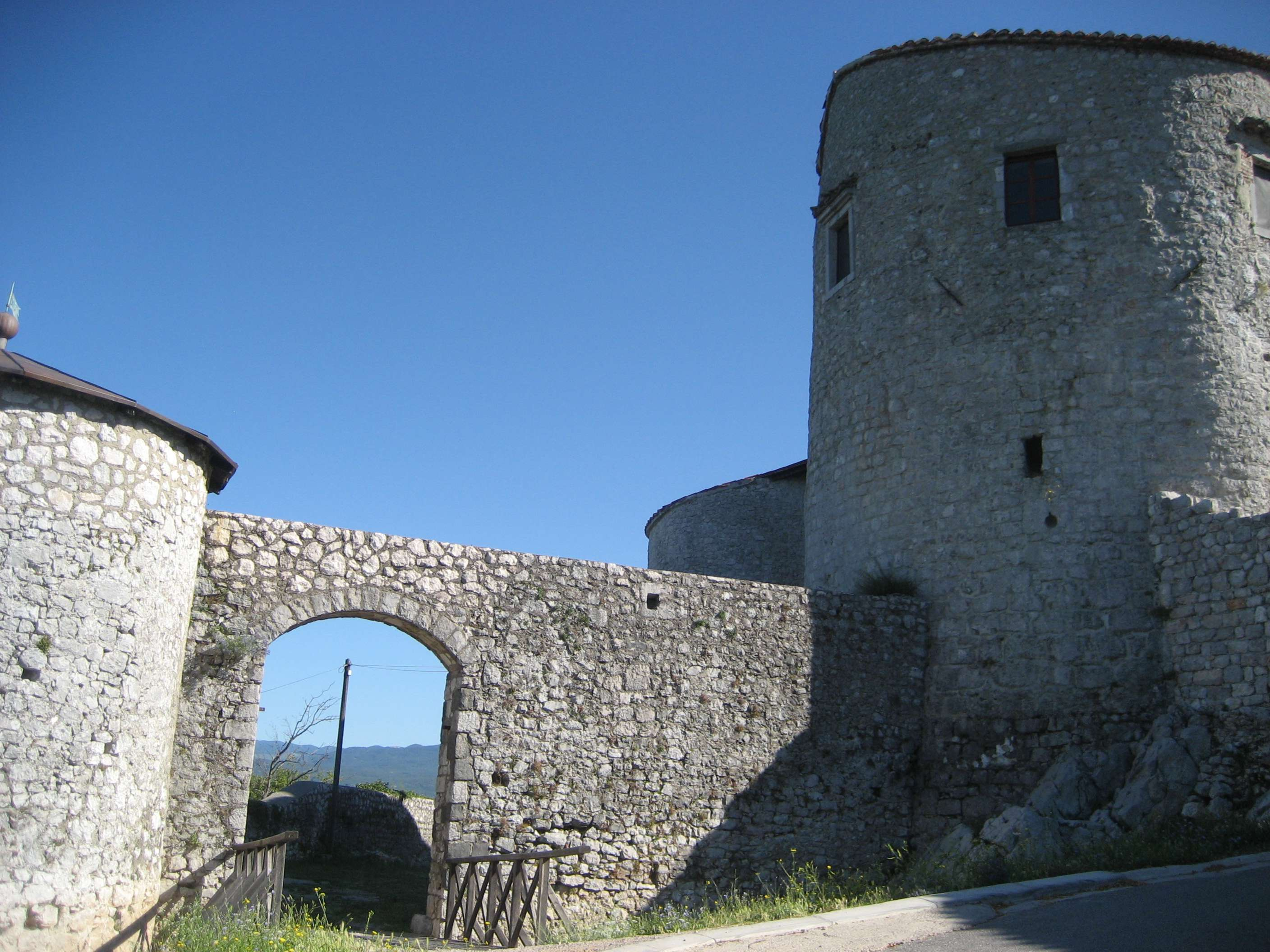
Burg Grobnik, Rijeka
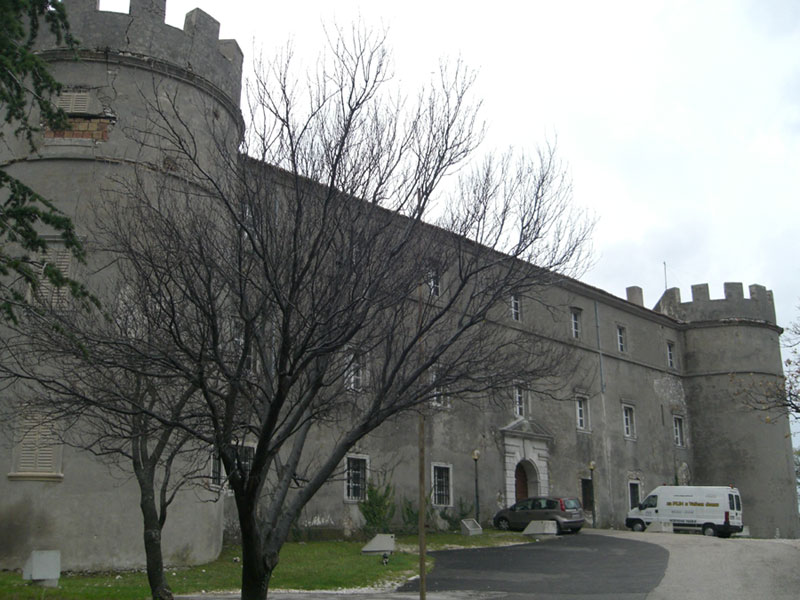
Schloss Nova Kraljevica
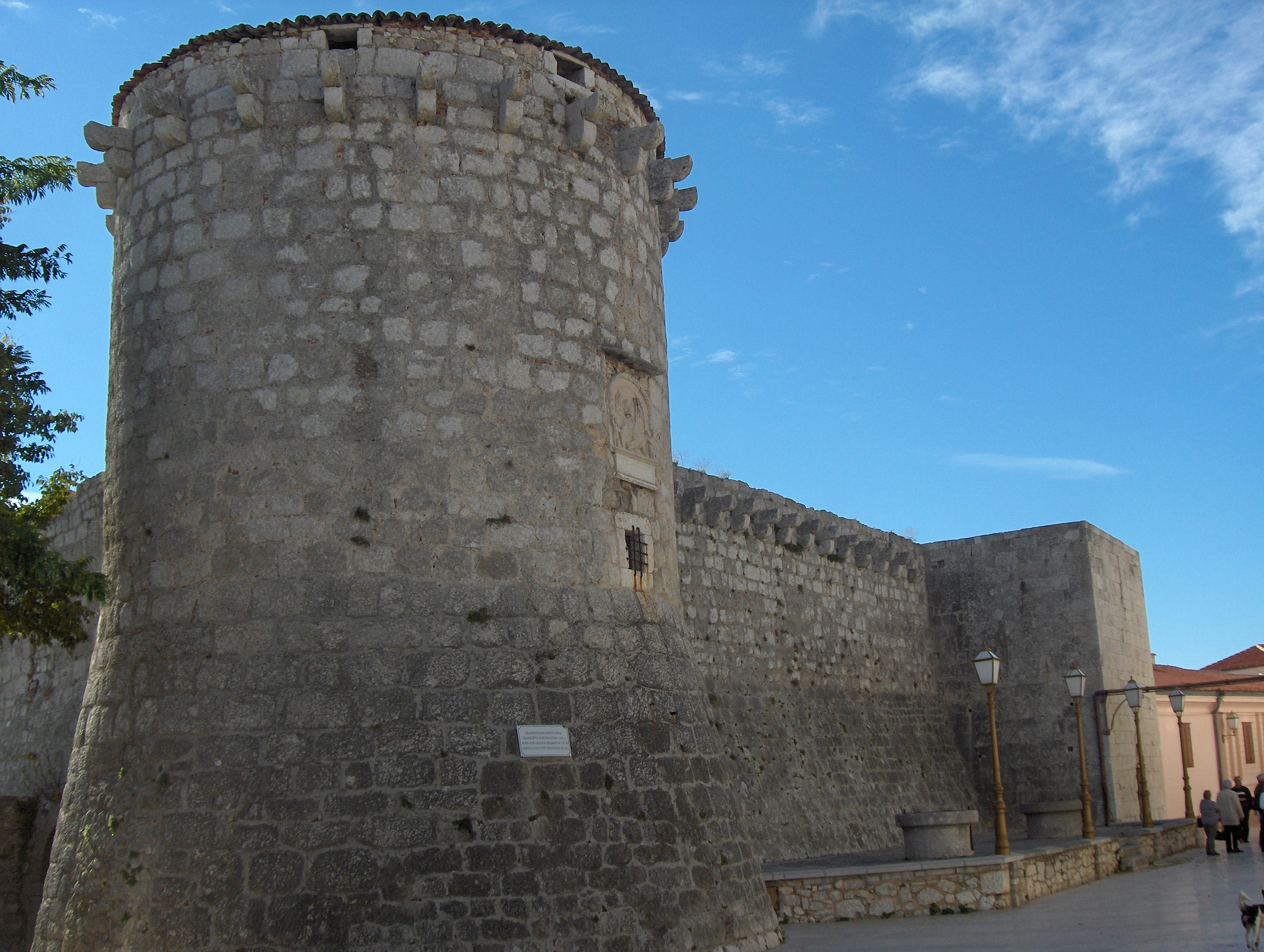
Schloss Krk
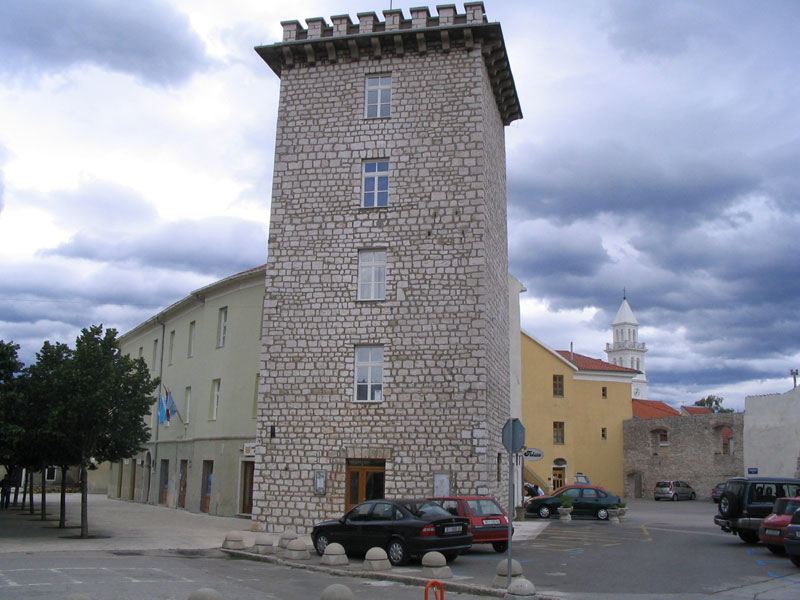
Schloss Novi Vinodolski
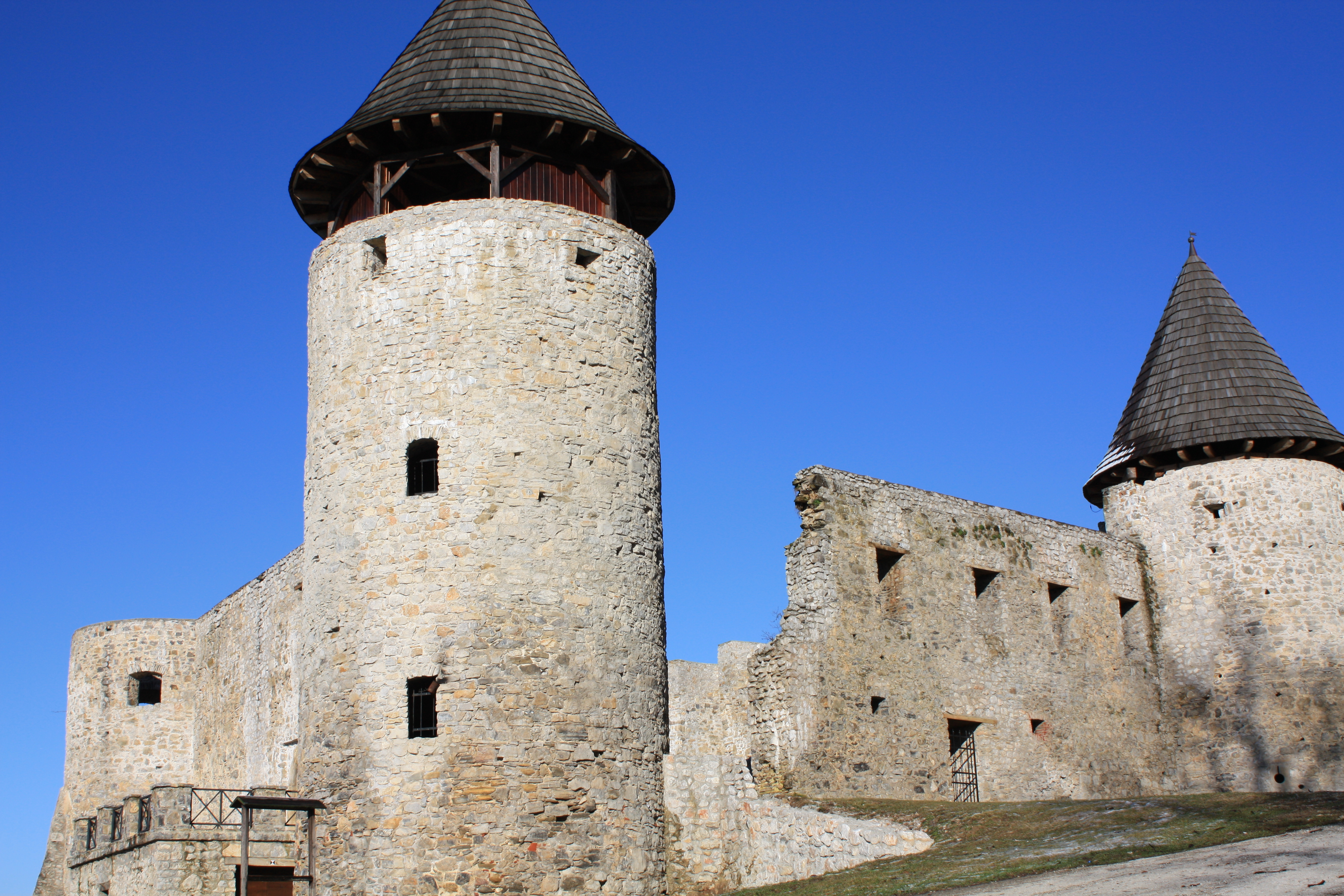
Schloss Novigrad na Dobri (Gespanschaft Karlovac)
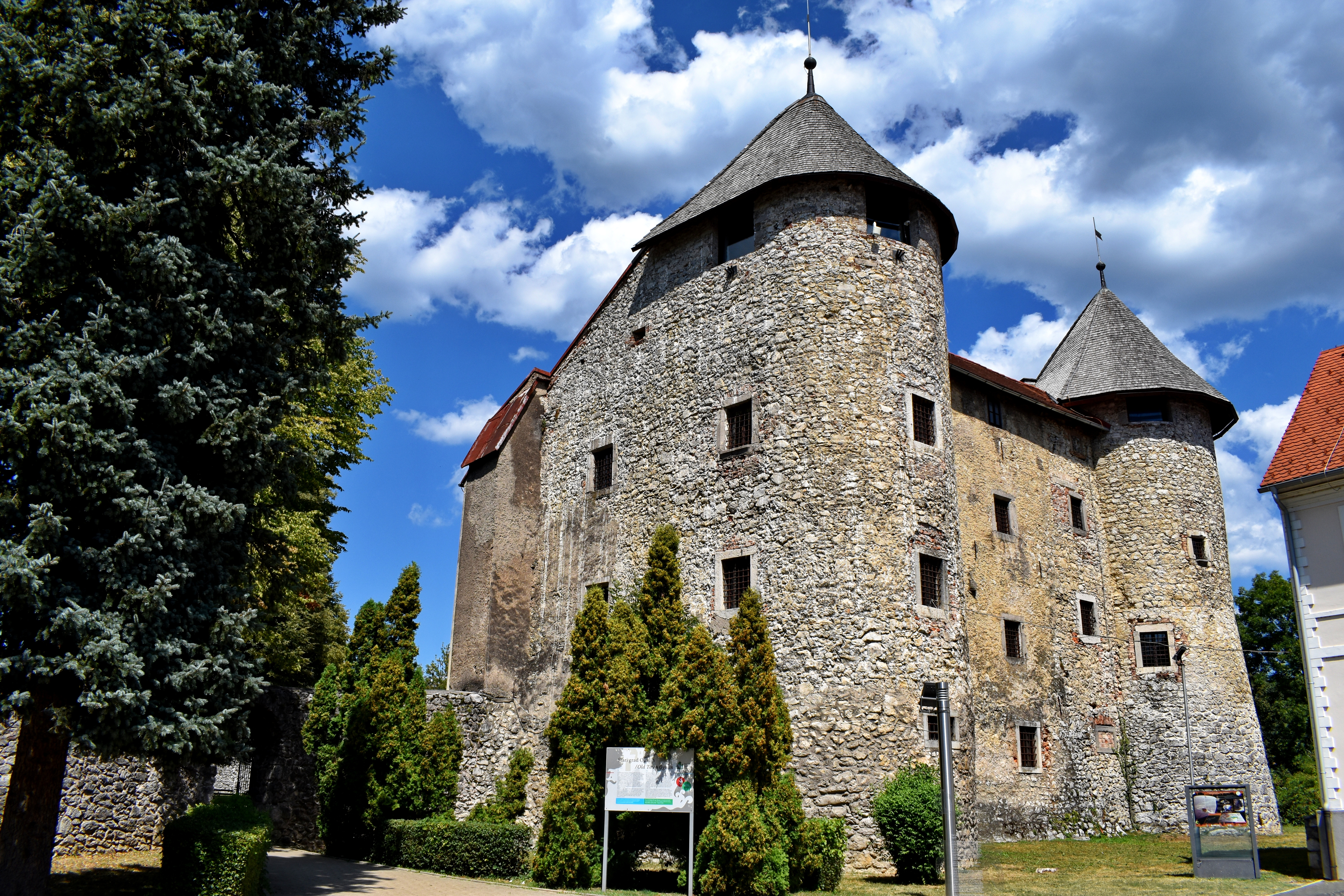
Schloss Ogulin
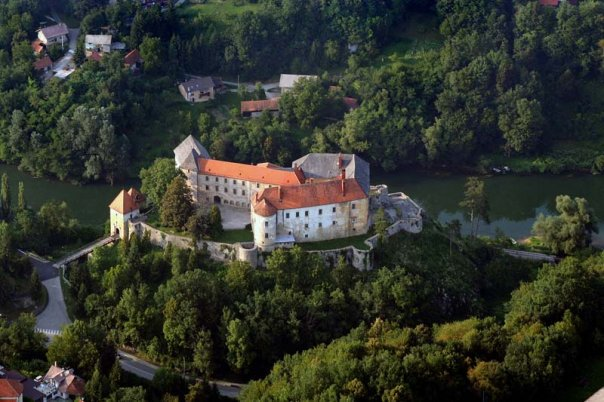
Schloss Ozalj
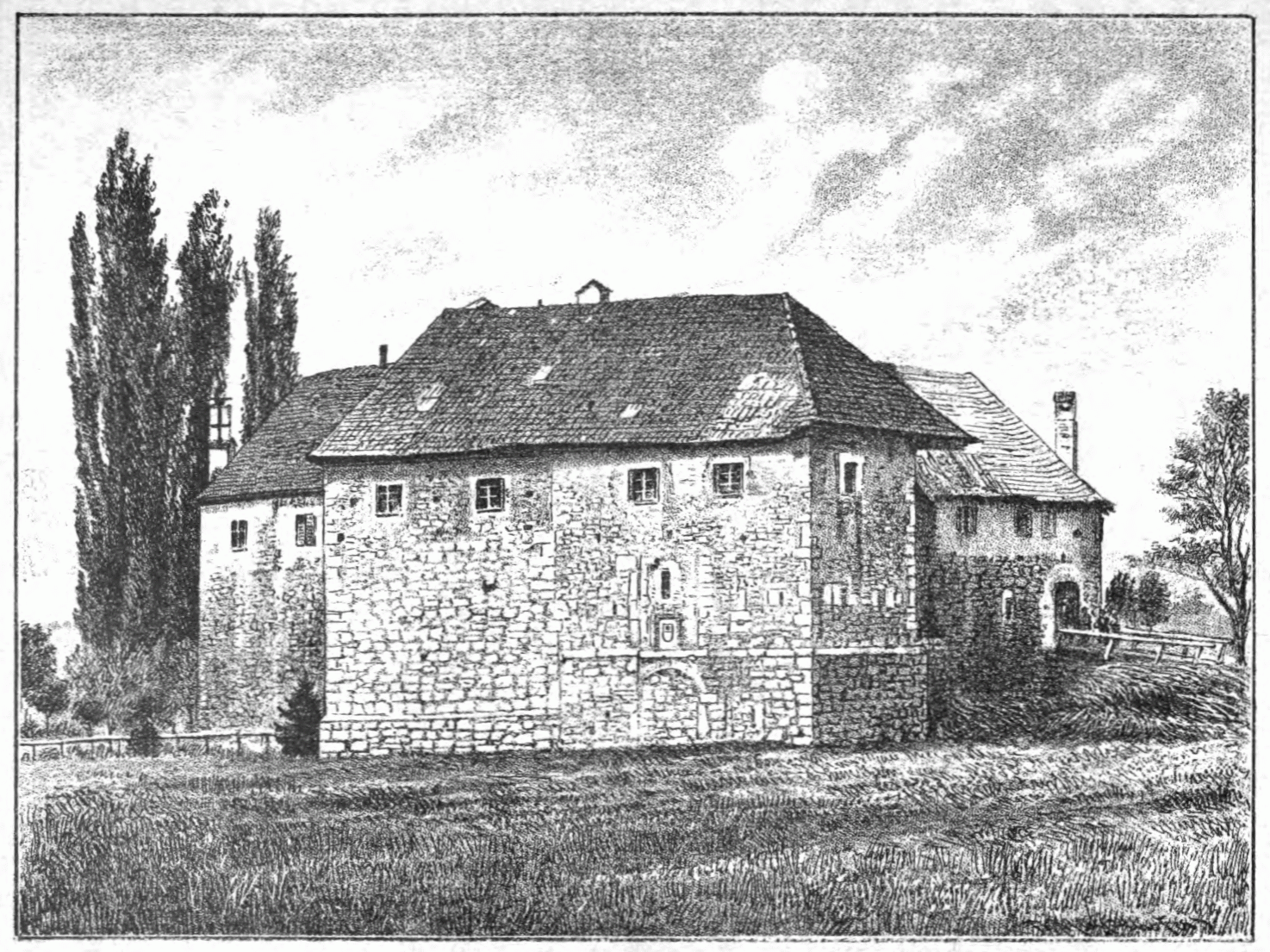
Burg Ribnik
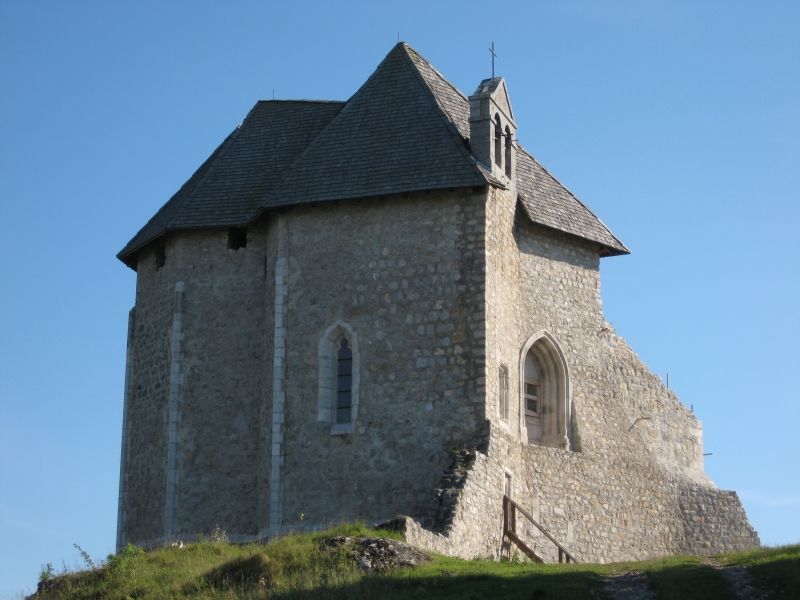
Burg Sokolac
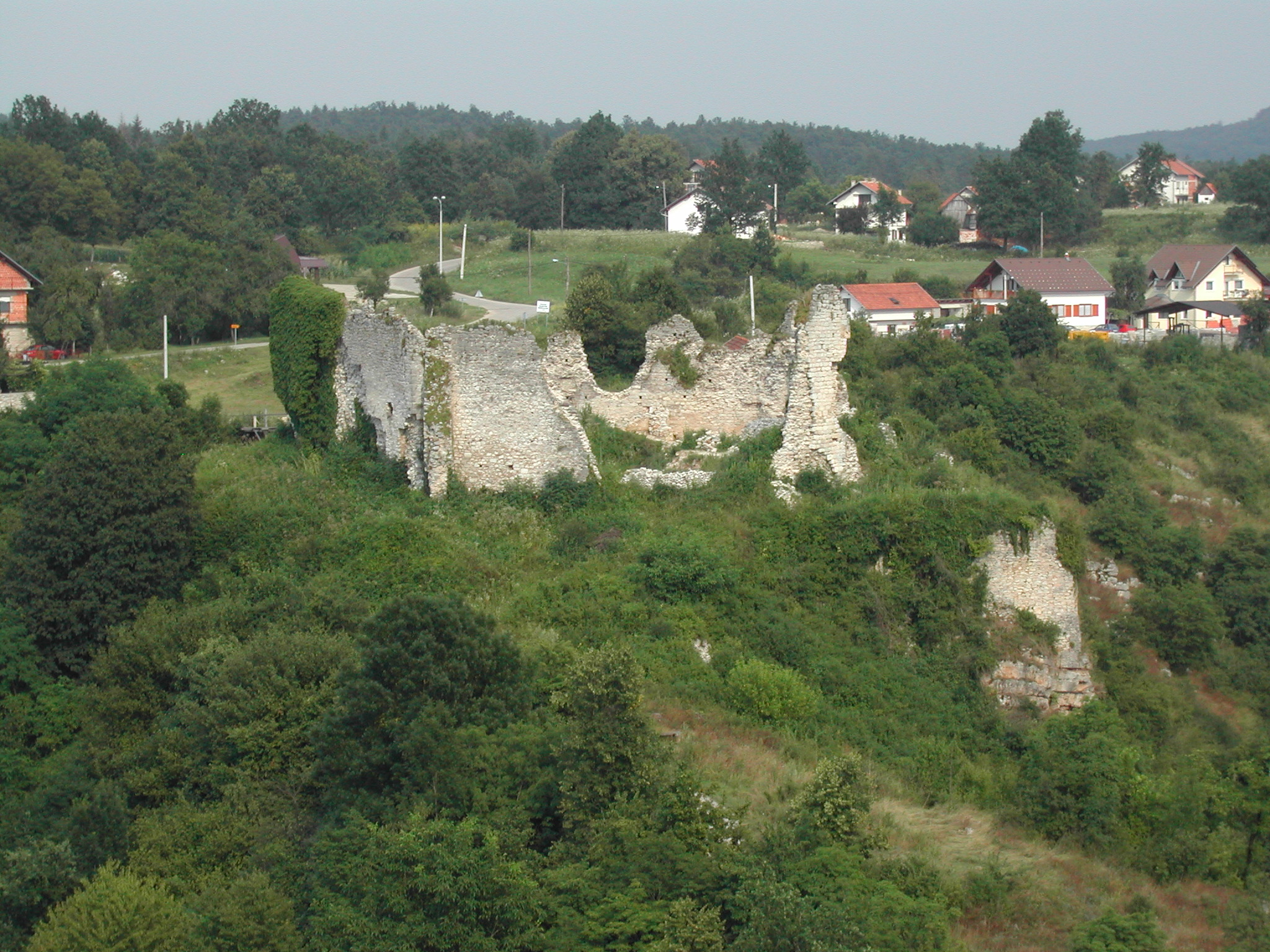
Schloss Slunj
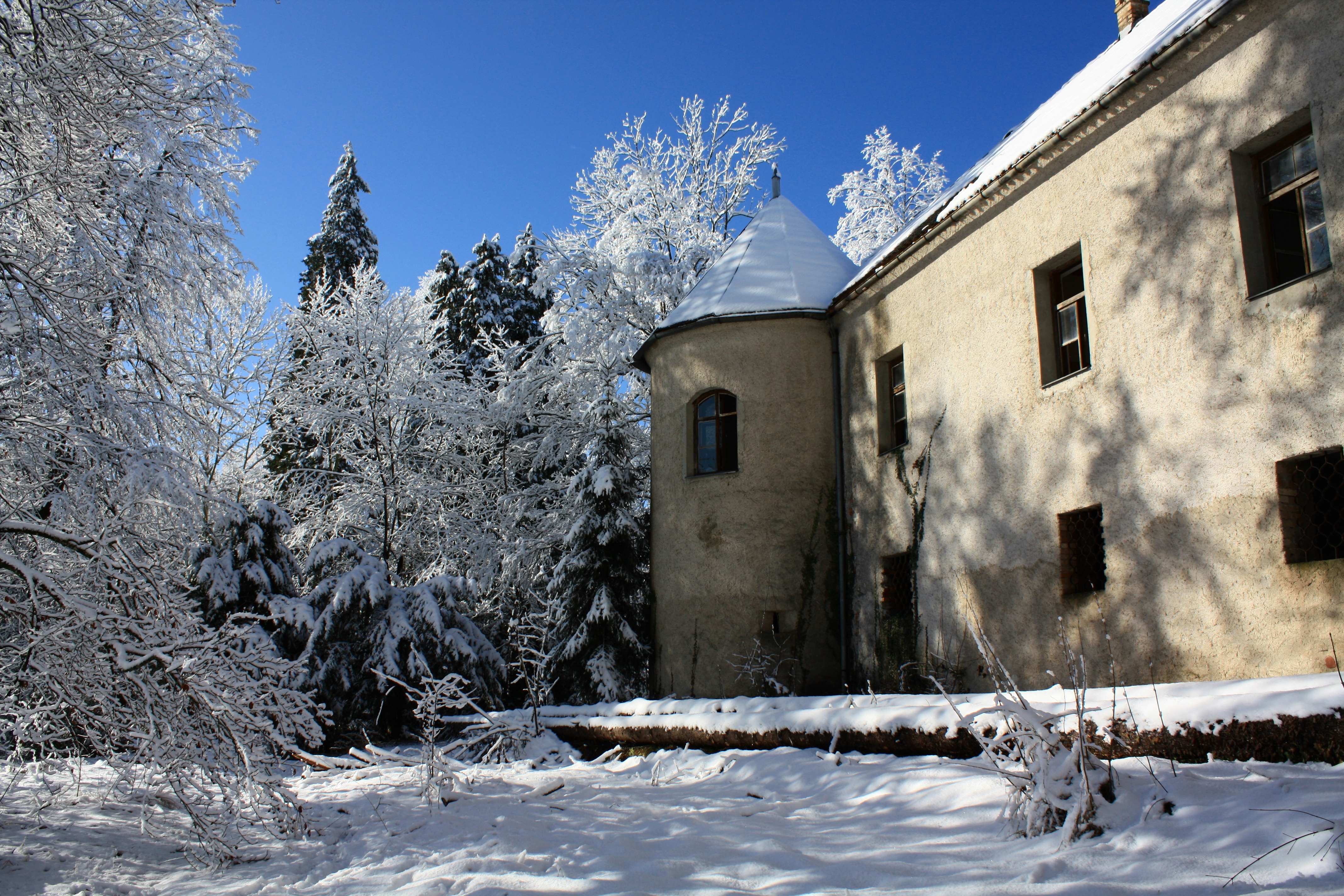
Schloss Severin na Kupi (Vrbovsko)
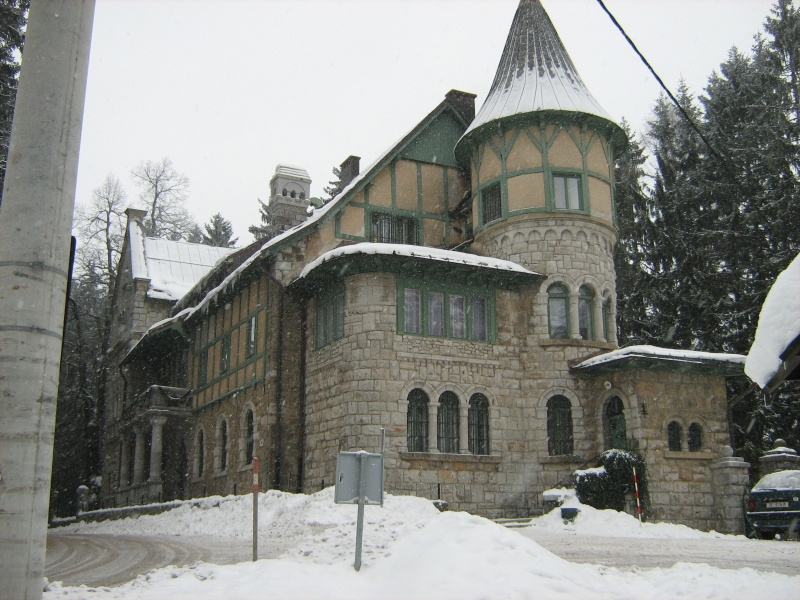
Schloss Stara Sušica
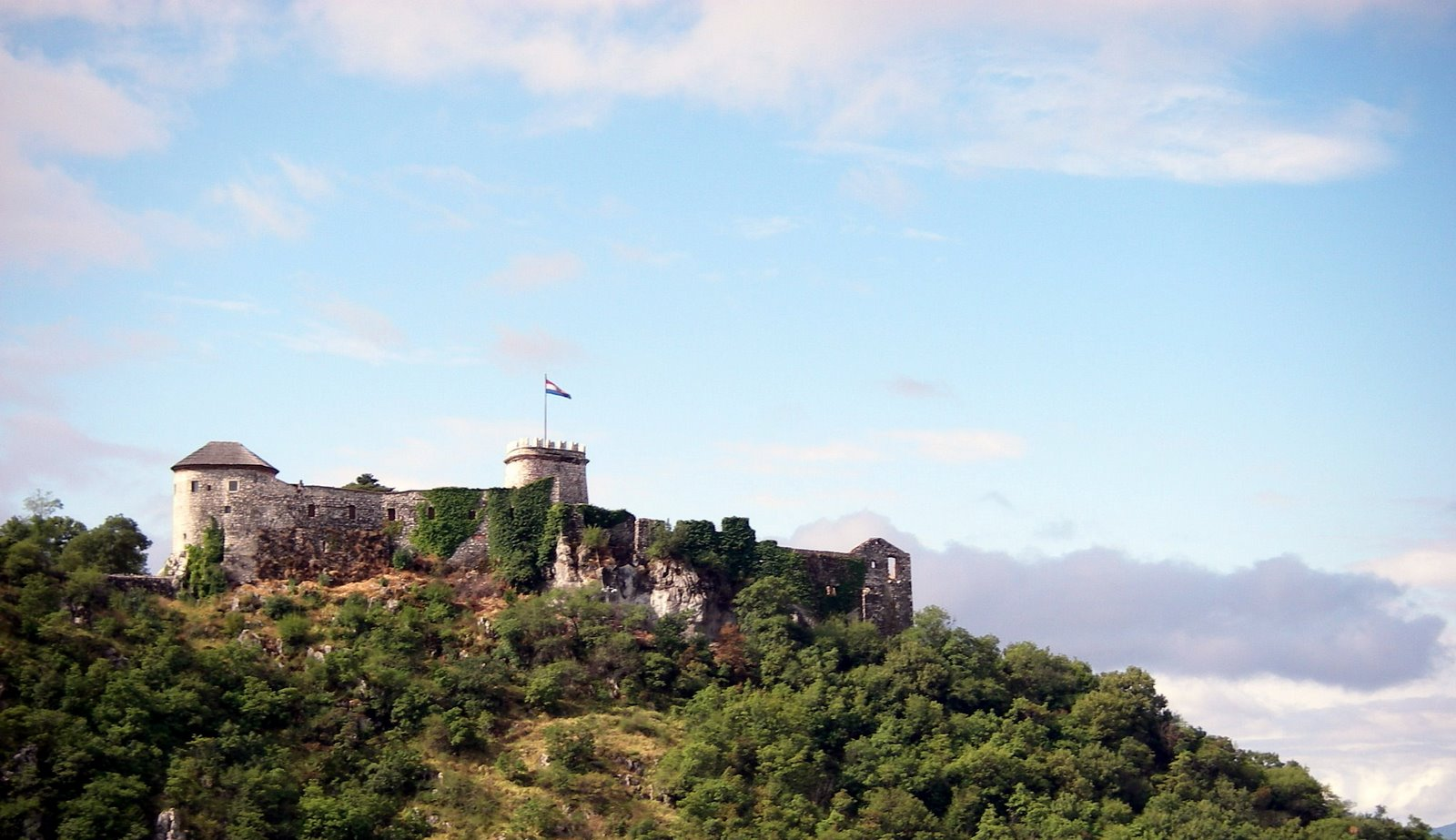
Burg Trsat
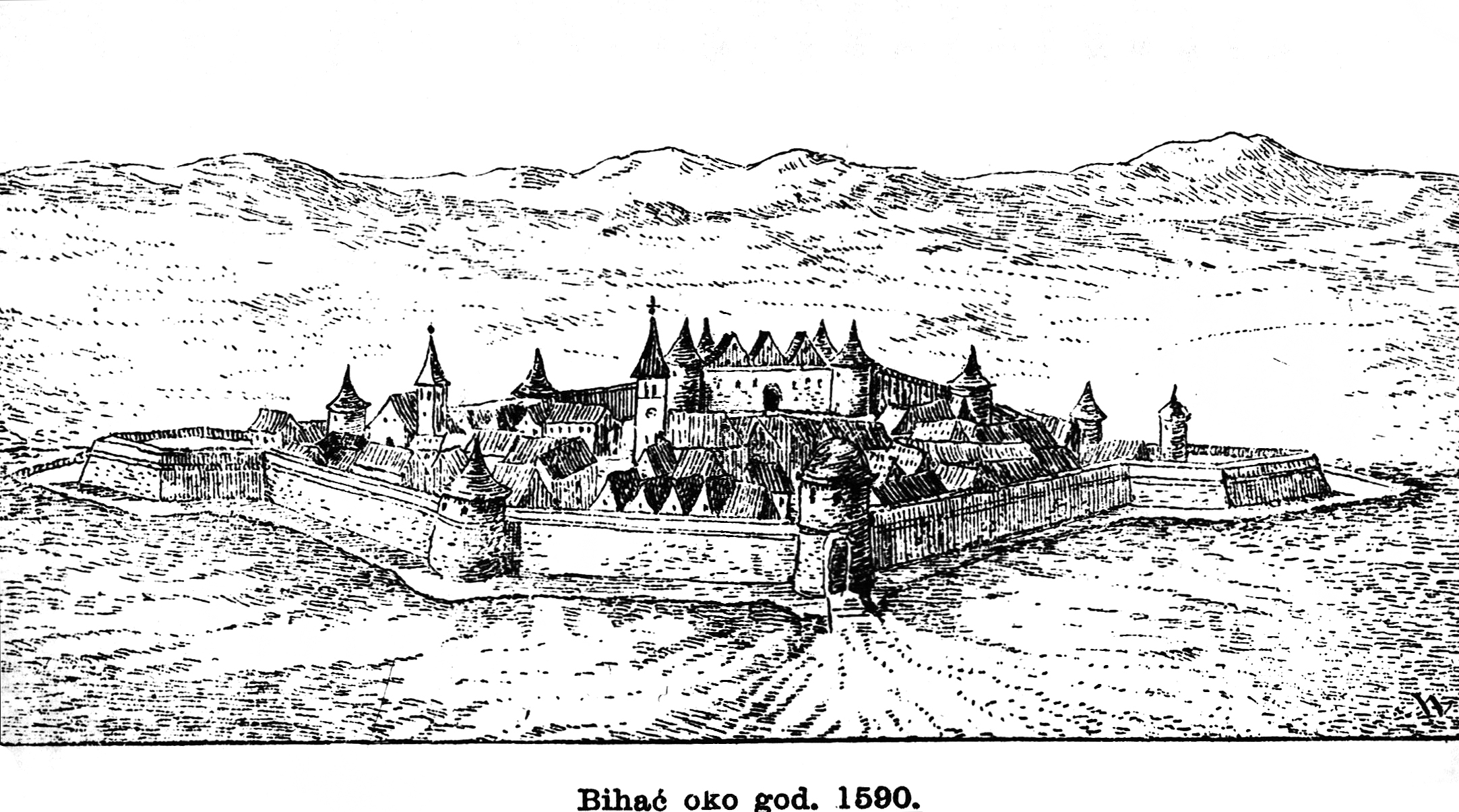
Stadt Bihać